# Biblioteca Valenciana Nicolau Primitiu
Biblioteca Valenciana Nicolau Primitiu este o bibliotecă regională din Valencia, Spania. Aceasta a fost creatî prin Decretul 5/1985 de către Consiliul Generalitatea Valenciană. În conformitate cu Legea 4/2011 din 23 martie, Biblioteca Valenciana este cea superioară in Sistemul Bibliotecar din Valencia și se stabilește ca centru superior bibliotecar al Comunitaății Valenciana și depunerea bibliografice de bază din Valencia, are ca misiune a colecta, conserve și să difuzeze patrimoniul Valenciană bibliografice și de ieșire tipărite, audio și vizuale, și Valencia, devenind obligatoriu în a primi un exemplar din birourile Depozitul Legal. Acesta este responsabil pentru elaborarea și difuzarea de informații bibliografice despre producția de publicare din Valencia și să mențină cooperarea cu serviciile de bibliotecă în diverse domenii. In plus, este responsabil pentru dezvoltarea catalogului colectiv al patrimoniului bibliografic din Valencia.

## Istorie
Originile Bibliotecii din Valencia este situat în donarea bibliotecii private D. Nicolau Gómez Serrano Primitiu de către moștenitorii săi în 1979.
Prin Decretul Regal 1032/1978, din 14 aprilie, donația pentru stat a fost acceptată de o colecție de cărți, constând din incunabule, ediții rare și copii ale secolelor XVI, XVII și XVIII, toate scoase din patrimoniu spaniol istoric, pentru a fi instalat într-o bibliotecă numită "Nicolau Primitiu", în orașul Valencia. De asemenea, donatorii au autorizat Ministerul Culturii pentru a transmite proprietatea și administrarea obiectului de donație dacă acesta va forma un corp politic sau administrativ cu caracter regional, cu numele Comunitate, Generalitate sau altele similare. În urma adoptării Statutului de Autonomie Valencia în 1982, Ministerul Culturii a materializat transferul bibliografic de la Biblioteca "Nicolau Primitiu" la Generalitatea Valenciana, prin Decretul Regal 846/1986.
Această bibliotecă, de neprețuit, rezumă principiile de bază ale unei biblioteci naționale, reunind lucrări de autori din Valencia, subiecte sau produse din Valencia, și a pus bazele pe care a crescut actuala Biblioteca Valenciana.
La această donație inițială s-au alăturat si altele care au venit să îmbogățească și să completeze aceste fonduri importante. La aceasta trebuie să se adauge veniturile din depozit legal și achizițiile efectuate de propia instituție. Publicarea decretului de a crea Biblioteca din Valencia (Decretul 5/1985) este o etapa extrem de importanta, deoarece din acel moment sunt disponibile regula care reglementează existența sa, fiind definite scopurile și funcțiile lor. Biblioteca Valenciana este creata, prin urmare, ca un centru de bibliotecar superior al Comunitatei și depozit de bază bibliografice Valencia, în cadrul Ministerului competent pentru cultură.
Încă de la începuturile sale până în anul 2000, Biblioteca a fost instalata în clădirea fostului Spitalul General, se împărțea spațiului cu Biblioteca Publică Provinciala din Valencia, în timp ce se cauta un sediu definitiv pentru aceasta.
În 1995, Comunitatea Valenciana a decis că sediul permanent al acestei biblioteci sa fie Mănăstirea San Miguel de los Reyes. În coordonare cu Guvernul Provincial și primaria din Valencia, co-proprietari ai clădirii au facut un proiect de restaurare ambițios (a fost realizată între 1995 și 1999), care a recuperat aceleași valori artistice și culturale, dar, de asemenea, a permis utilizarea acestuia ca bibliotecă regională.
In anul 2000, Biblioteca Valenciana a deschis porțile în locația sa actuală, mănăstirea San Miguel de los Reyes.
În 2010, s-a publicat Decretul 33/20103 prin care Biblioteca Valenciana este redenumita "Nicolau Primitiu".

## Fonduri
Biblioteca de Valencia, custodie aproape un milion de documente și are un catalog automatizat care le permite consultarea prin intermediul internetului. Această mare colecție constă dintr-o gamă largă de materiale și suporturi din pergament și hârtie la cele mai recente formate electronice, inclusiv documente din secolul al XIII-lea la secolul douăzeci și unu. Dezvoltarea colecției a fost făcută în urma scopurile stabilite prin decret creația proprie: lucrări de autori din Valencia, temătica din Valencia sau produs în Valencia. Caile de introducere au fost donații și depozite, achiziții și depozitul legal.
O mentiune speciala merita și moștenirile, deoarece acestea au permis o colecție mare și completă, cu lucrări de bază și de neprețuit, fiind o colecție de referință pentru cercetători.
In afara de donarea inițială a lui Primitiu Nicolau Gómez Serrano, sunt importante si donarile a lui Pere Maria Orts i Bosch, Ignacio Soldevila, Jesús Martínez Guerricabeitia, Ventura familie Guillermina Medrano și Rafael Supervía, Pedro Nacher, scoate în evidență etc. In plus, Biblioteca din Valencia a achiziționat colecții și biblioteci majore, cum ar fi cele ale Carreres Manuel Sanchís Guarner, Manuel Bas Carbonell, Rafael Lapesa Melgar, Alejandro Ferrant Vázquez, Berta Singerman, Ángel Lacalle Fernández, fonduri fotografice José Huguet, finesses și Desfilis, în partea de jos a Societății spaniole de muncă fotogrammetrice etc.
Intrarea fondului din depozitul legal, de asemenea, este critică deoarece permite păstrarea unei mostre de producție din publicare din Valencia, care este unul dintre obiectivele care trebuie îndeplinite de către această bibliotecă, pe baza a ceea ce este reglementat prin decretul creatiei și ele sunt date de difuzare adecvate prin intermediul Bibliografie Valencia online.
De asemenea, Biblioteca din Valencia are unele depozite temporare, printre ele si Colectia Cervantina Francesc Martínez Martínez i, depusa de Consiliul Provincial Valencia și care a crescut puternic prin achiziții. Este una dintre cele mai importante colecții de ediții ale lucrării Cervantes din întreaga lume.
Valencia Biblioteca are, de asemenea, o importanta colectie de manuscrise, inclusiv confirmarea primei scrisori a lui Sfantul Matei din 1274, care este cel mai vechi document păstrat în Biblioteca situată in Valencia. E important datorita frumuseței sale copia denumita Spectacula lucretiana, datat in aproximativ 1500, dedicat de către autorul său, Giovanni Battista Cantalicio pentru Papa Alexandru al VI-lea cu ocazia nunții lui Lucrezia Borgia cu Alfonso de Aragon.
Ea are, de asemenea, o colecție magnifică de opere de fond antice, inclusiv merită o mențiune specială colecția de incunabule formată din aproximativ 53 de volume, de exemplu, prima ediție a Vita Christi Sor Isabel de Villena, tipărit în Valencia în 1497; I curatiu preservatiu Regimentul al ciumei lui Lluís Alcanyís, imprimate în Valencia în 1490; mai multe copii ale predicilor din San Vicente Ferrer, printre care cităm tipărite în Koln, în 1487, care este cea mai veche copie a Bibliotecii Valencia predicile lui San Vicente Ferrer; prima ediție tipărită a blănurile nous Regne Valencia și capitolii conform ordenades regelui Ferdinand II, în Cort general al Oriola, tipărit în 1493; Practica medicina Arnau de Vilanova, tipărit în 1497, etc. La acestea trebuie adăugate o mare colecție de lucrări din secolele XVI și XVIII.
Pe de altă parte, trebuie să subliniem importanța colecției bibliotecii de ziar, cu peste 14.000 de titluri, de la ziare la benzi desenate, petreceri cărți, anuare, cataloage de librării și reviste pe diverse teme și tendințe. Printre lucrările care au supraviețuit putem evidenția El Diario de Valencia (1790-1835), colecția de reviste din perioada Republicii a doua și Războiul Civil, publicațiile semi-subterane, colecția de "vina llibrets" etc. De asemenea, ele sunt de o mare importanță pentru fondurile Comunitatea Valenciană din Editora Valenciana, care a editat o mare parte din benzi desenate populare și romane, care au fost citite în Spania, în a doua jumătate a secolului al XX-lea.
Acesta subliniază, de asemenea, importantă colecție de grafice s-au adunat de această bibliotecă și în care putem localiza un afișaj extins de fotografii, cărți poștale, desene, stampe, hărți, desene, carti, etc. din secolul al XVI-lea până în prezent. Printre fondurile care alcătuiesc această colecție sunt Joseph Huguet, Vicente Peydró, Joaquín Sanchís Serrano "finesses" Mario Guillamón, Francesc Jarque, José Lázaro Bayarri, Publipress, Desfilis, precum și colectarea de fotografii aeriene ale Spaniei, care sunt un eșantion viață din Valencia și obiceiurile, istoria, popoarele si peisajele sale, fiind o mărturie de neprețuit.